# Княжна Тараканова
Княжна́ Тарака́нова (именовала себя княгиней Елизаве́той Влади́мирской, фр. princesse de Voldomir; между 1745 и 1753 — 4 [15] декабря 1775, Санкт-Петербург, Российская империя) — неизвестная, выдававшая себя за дочь императрицы Елизаветы Петровны и Алексея Разумовского. В 1774 году заявила о своих притязаниях на российский престол и на некоторое время нашла поддержку у сторонников Барской конфедерации. Похищена по приказу Екатерины II в Ливорно Алексеем Орловым и привезена в Санкт-Петербург. На следствии не признала вины и не раскрыла своего происхождения. Умерла в заключении в Петропавловской крепости.

## Биография

### Происхождение
Происхождение «княжны Таракановой» до настоящего момента достоверно неизвестно. Полагается вероятным, что она и сама о нём не знала. Возможно, что родилась она между 1745 и 1753 годами, данные о том, где она родилась и кто были её родители, отсутствуют. Именем «княжны Таракановой» сама она никогда не пользовалась, его присвоил самозванке французский дипломат Жан Анри Кастера (фр. Jean-Henri Castéra) в своей книге «Жизнь Екатерины II, императрицы российской» (фр. Vie de Catherine II, impératrice de Russie; Париж, 1797), а вслед за ним — Гельбиг и другие писатели. Под этим же именем она фигурирует в художественной литературе.
Судя по сохранившимся описаниям, «княжна» была худощавой, стройной и темноволосой, видом своим напоминая итальянку. Отличаясь редкой красотой (которую не портило даже небольшое косоглазие) и умом, а также тягой к неумеренной роскоши, авантюристка всегда имела немало поклонников, средствами которых пользовалась, доводя их до разорения, а то и тюрьмы.
Алексей Орлов, позднее захвативший и доставивший самозванку в Петербург, характеризовал её следующим образом:
Оная ж женщина росту небольшого, тела очень сухова, лицом ни бела, ни черна, а глаза имеет большие и открытые, цветом тёмнокарие и косы, брови тёмнорусые, а на лице есть и веснушки; говорит хорошо по-французски, по-немецки, немного по-итальянски, разумеет по-английски: думать надобно, что и польский язык знает, только никак не отзывается: уверяет о себе, что она арабским и персидским языком очень хорошо говорит.
По предположению маркиза Томмазо д’Античи, встречавшегося с ней в Риме, она была немкой. Английский посланник при петербургском дворе уже после поимки и заключения самозванки в Петропавловскую крепость объявил Екатерине, будто она дочь пражского трактирщика (неизвестно, откуда он взял эти сведения). Джон Дик, английский же посланник в Ливорно, содействовавший Орлову в задержании «княжны», считал, что она была дочерью нюрнбергского булочника. Историк Дьяков, исходя из того, что её переписка с немецким графом Лимбургом велась на французском языке, считает самозванку француженкой, а анализируя бумаги из архива «княжны», приходит к выводу, что она не была знакома со славянскими языками.
Версиям о «предварительной подготовке» самозванки противоречит то, что «княжна» долгое время выдавала себя за персидскую принцессу, далеко не сразу приняв образ наследницы российского престола. Рассказы же о своём происхождении она постоянно меняла, очевидно, в соответствии со своим очередным «имиджем», и, вероятно, в реальности сама не знала о нём.
Предположениям о её происхождении из низов противоречили явно незаурядное образование и воспитание: манеры, такт, знание языков. Также, по свидетельствам современников, она живо интересовалась искусством, прекрасно разбиралась в архитектуре и живописи, рисовала и играла на арфе.

### Первые упоминания. 1770—1773
Впервые будущая самозванка появилась в Киле около 1770 года, откуда перебралась в Берлин и жила там некоторое время под именем фройляйн Франк. После неприятной истории, в которую она оказалась вовлечена, но подробности которой неизвестны, девица Франк переехала в Гент, где звалась уже фройляйн Шелль. Здесь она познакомилась с сыном голландского купца по фамилии ван Турс (van Toers), которого довела почти до разорения. Преследуемая кредиторами, в 1771 году она перебралась оттуда в Лондон, вместе со своим возлюбленным, бросившим ради неё законную супругу. Здесь она назвалась госпожой де Тремуйль. Ван Турс помог ей получить кредит у местных купцов.
Весной 1772 года, когда и в Лондоне начались проблемы со старыми и новыми кредиторами, ван Турс (сменив имя на «барон Эмбс») бежал в Париж. Три месяца спустя к нему присоединилась «княжна» в сопровождении нового поклонника — барона Шенка, пользовавшегося весьма сомнительной репутацией. Поселившись в 1772 году в Париже, она назвалась принцессой де Волдомир (фр. princesse de Voldomir), в литературе это имя превратилось в «княжну Владимирскую». Она утверждала, что воспитывалась у дяди в Персии, а по достижении совершеннолетия приехала в Европу с целью отыскания наследства, находившегося в России. Мельников-Печерский, автор книги «Княжна Тараканова и принцесса Владимирская», полагал, что к этому новому превращению был причастен князь Михаил Огинский, литовский великий гетман, примкнувший к Барской конфедерации в 1771 году и потерпевший поражение от русских войск под Столовичами в сентябре того же года. Письма Огинского, адресованные «княжне», свидетельствуют о его увлечении ею, но, вероятно, любовной связи между ними не было. Судя по всему, «княжна» обещала помочь Огинскому, владения которого в Речи Посполитой были конфискованы, деньгами, которые вскоре якобы должна была получить у своего персидского дяди. Как отмечает автор первой монографии о «княжне» профессор Э. Лунинский, парижский период знакомства будущей самозванки и Огинского был «без всякой примеси политики».
В Париже она обрела новых поклонников: престарелого маркиза де Марина и графа Рошфора де Валькура, гофмейстера при дворе графа Филиппа Фердинанда Лимбургского. «Княжна» приняла предложение Рошфора де Валькура стать его женой. В начале 1773 года и в Париже начались неприятности с кредиторами, ван Турс (для которого «княжна» получила у Огинского диплом на звание капитана литовских войск, обеспечив таким образом его документом на имя «Эмбса») и Шенк попали в долговую тюрьму, ей же ничего не оставалось, как вновь бежать. Переехав сначала в деревню неподалёку от Парижа, она, вместе с Эмбсом и Шенком, выпущенными на свободу под поручительство маркиза де Марина, отправилась во Франкфурт, однако скрыться от кредиторов не удалось.

### Во владениях графа Лимбург-Штирумского. Проект замужества
Во Франкфурте для самозванки всё складывалось весьма плачевным образом, вместе со своей свитой она была выдворена из гостиницы, ей грозила тюрьма, однако на этот раз ей пришёл на помощь сам Филипп Фердинанд де Лимбург, прибывший в город вместе с Рошфором из-за тяжбы с курфюрстом бранденбургским Фридрихом II. Здесь же, встретившись с «княжной», 42-летний граф влюбился в неё, немедля уладил дела с кредиторами и пригласил к себе. «Княжна» в скором времени перебралась в принадлежавший графу замок Нейсес во Франконии. Влюблённый князь предоставил ей возможность едва ли не бесконтрольно распоряжаться доходами с его владений, а своего соперника — Рошфора — заключил в тюрьму как «государственного преступника». «Княжна» в очередной раз переменила имя, назвавшись султаншей Али-Эмете, или Алиной (Элеонорой), принцессой Азовской. Здесь она завела свой двор и даже учредила орден «Азиатского креста». «Княжна» сумела завоевать благосклонность соправителя Оберштейна — курфюрста-архиепископа Трира Клеменса Венцеслава — тот надеялся обратить её в католическую веру и время от времени ссужал деньгами.
Отдалившись от прежних поклонников, Алина всерьёз решила женить на себе графа Лимбурга. Тот на последние деньги выкупил графство Оберштейн, в котором «княжна» стала неофициальной хозяйкой. Чтобы окончательно привязать к себе поклонника, она пугала его своим возможным возвращением в Персию, а чуть позже объявила о беременности. В июле 1773 года он наконец сделал ей официальное предложение. Лунинский в связи с этими событиями отмечает, что, вероятно, именно тогда граф, в случае расстройства помолвки, обещал оставить за «княжной» графство Оберштейн.
Конференц-министр трирского курфюрста фон Горнштейн, тем не менее, заметил графу, что необходимы документы, подтверждающие происхождение невесты. Как будущая супруга имперского князя она должна была также перейти в католическую веру. «Принцесса Азовская» в письме Горнштейну рассказала следующее:
Владения [моего отца] были подвергнуты секвестру в 1749, и находясь под ним двадцать лет, освобождены в 1769 году. Я родилась за четыре года до этого секвестра; в это печальное время умер и отец мой. Четырёхлетним ребёнком взял меня на своё попечение дядя мой, живущий в Персии, откуда я воротилась в Европу 16-го ноября 1768 года.
Имя отца «княжна» не указала. Она объявила себя подданной Екатерины, владеющей Азовом на правах вассального подчинения. «Княжна» назвала своим опекуном российского вице-канцлера и министра иностранных дел князя А. М. Голицына. Чтобы убедить в этом Лимбурга, она отправила ему копию своего письма Голицыну, якобы посланного ею вице-канцлеру.
Стараясь раздобыть деньги, «княжна» пустилась в новую авантюру, начав составлять проект лотереи, к участию в котором желала привлечь Михаила Огинского, тот же под благовидным предлогом ей отказал. Огинскому для передачи в Версаль «княжна» переслала мемориал о политическом положении в Польше, тот отвечал, что представил извлечения из этого документа, но он «оказался бесполезным с точки зрения настоящих дел».
Граф Лимбург в это время оказался из-за мотовства своей подруги в достаточно затруднительном финансовом положении, а стараниями фон Горнштейна до него стали доходить известия о прежних похождениях и связях «принцессы Владимирской». Наведённые справки показали, что, называя своим «опекуном» князя Голицына, она лгала. Потерявший терпение Лимбург решил расстаться со своей невестой. В ответ Алина (или, как её стали в это время звать в официальной переписке с княжеским двором, «её высочество светлейшая принцесса Елизавета Владимирская») объявила о намерении уехать в Петербург якобы для того, чтобы официально удостоверить своё происхождение. За её «опекуна» был на сей раз выдан «один русский путешественник» — Иван Иванович Шувалов.
Но в октябре 1773 года «княжна» перебралась в Оберштейн (она называла себя его «верховной госпожой»). Здесь же, к удивлению графа, вместо изучения постулатов католической веры она стала посещать протестантскую церковь. Отдалив всех своих прежних спутников, она заменила прислугу, взяв к себе, в частности, Франциску фон Мельшеде — дочь прусского капитана.
Она рассорилась с женихом и, несмотря на то, что фон Горнштейну удалось их помирить, окончательно охладела к графу — ввиду того, что, по собственному признанию, «затеяла очень выгодное дело». Как оказалось в дальнейшем, речь шла о притязаниях на российский престол.

### Политические претензии. Венеция
Осенью 1773 года в замке Оберштейн побывал посланник виленского воеводы Кароля Радзивилла, прозванного «Пане Коханку». Начиная с 1772 года князь Радзивилл, покинувший Польшу, пытался добиться от Франции и Турции помощи Барской конфедерации. От имени Радзивилла в Турцию был направлен маршалок смоленских конфедератов Коссаковский. Он должен был вести переговоры о назначении султаном субсидии Радзивиллу и получить разрешение на проезд по турецким владениям.
Человек, приезжавший из Мосбаха и часами беседовавший с хозяйкой с глазу на глаз, получил у прислуги «княжны» прозвище «незнакомец из Мосбаха». Предположительно, это был небогатый и незнатный польский шляхтич Михаил Доманский, конфедерат, бывший консилиарж (или консилярий) Пинского дистрикта.
В декабре 1773 года появился и стал распространяться слух, будто под именем «принцессы Волдомир» скрывается дочь Елизаветы Петровны и Алексея Разумовского, великая княжна Елизавета (или, как её позднее именовали сторонники, «её императорское высочество принцесса Елизавета Всероссийская»). Граф Лимбург сообщал «княжне» о разговорах о её царском происхождении в письме от 14 января 1774 года из Бартенштейна. Лунинский обращает внимание на то, что самозванка стала называть себя дочерью русской императрицы после того, как в Европе узнали о пугачёвском восстании, по его мнению, это не было простым совпадением. Он допускает, что сообщения об успехах Петра III могли натолкнуть её на мысль о самозванстве. В то же время Лунинский отмечает, что «княжна» уже могла использовать трюк с самозванством и ранее: в 1770 году одна молодая девушка объявила себя дочерью императора Франца I — она вела в Бордо роскошную жизнь, пользуясь кредитом у местных торговцев; французские власти по требованию Марии Терезии задержали неизвестную, и она была доставлена в Брюссель, где некоторое время провела в крепости; здесь она сумела добиться расположения графа фон Кобенцля, который был в ту пору наместником Австрии, тот вернул самозванке свободу, после чего следы её терялись. Лунинский предполагает, что это могла быть будущая княжна Тараканова.
Возможно, что «княжна» познакомилась с Радзивиллом через графа Лимбурга. Тот мог видеться с виленским воеводой в Мангейме у курфюрста Карла Теодора. При дворе последнего воспитывался брат «Пане Коханку» Иероним. Одно время предполагалось, что кузина графа Лимбурга, принцесса Гогенлоэ-Бартенштейн, выйдет замуж за Иеронима Радзивилла, однако этому браку воспротивилась императрица Мария Терезия, так как она не желала, чтобы Радзивиллы приобретали владения в Германии. Известно также о планах виленского воеводы обменять свои поместья в Литве на графство Оберштейн.
«Княжна», вероятно, встретилась с Радзивиллом в начале 1774 года (место свидания неизвестно, возможно, один из немецких городов). Между ними завязалась длительная переписка. Некоторые исследователи полагают, что интрига с объявлением претензий на российский престол вряд ли была делом долгих приготовлений: до 1773 года в действиях будущей самозванки не было ни малейшего намёка на политический расчёт. Лунинский отрицает, что мысль о самозванстве была подана «княжне» со стороны: по его мнению, ни Огинский, ни Радзивилл с Доманским, ни Лимбург непричастны к этому, а вся история с «дочерью императрицы» — дело самой «княжны», знакомой с положением в Польше и проблемами и надеждами польских эмигрантов ещё со времени пребывания в Париже. Радзивилл, о богатстве которого ходили легенды, непримиримый оппозиционер, не оставлявший надежд на благоприятный для конфедератов поворот, должен был стать для неё очередным источником денег.
На путешествие в Венецию князь отдал своей невесте последние оставшиеся у него деньги. Он наделил её полномочиями для ведения переговоров с вице-канцлером Голицыным о передаче во владение графу Лимбургу части Шлезвиг-Гольштейна — графства Шлезвиг-Пиннеберг.
13 мая 1774 года «княжна» покинула Оберштейн в сопровождении Лимбурга, который проводил её до Цвайбрюккена, где дал ещё раз торжественное обещание на ней жениться. В дальнейшем её путь лежал через Аугсбург, где она встретилась с фон Горнштейном и получила от него дополнительные средства на путевые расходы, затем отправилась в Венецию, где её ожидал Радзивилл. Фон Горнштейн вновь встретился с «Елизаветой» в Зусмаргаузене и, передав ей от имени графа Лимбурга деньги, уговаривал не продолжать поездку.
В Венеции она остановилась в доме на территории французского посольства под именем графини Пиннеберг и завела собственный двор. У «княжны» побывал Радзивилл, который жил в Венеции с февраля 1774 года. Через два дня он познакомил «графиню Пиннеберг» со своей сестрой Теофилией Моравской. Это, по мнению Лунинского, свидетельствует о короткости знакомства виленского воеводы и «княжны» и доказывает, что они уже встречались ранее. Вслед за Радзивиллом официальные визиты «княжне» нанесли и другие представители Барской конфедерации, её посещали также французские и польские авантюристы, рассчитывавшие на будущие выгоды от затеянного «княжной» предприятия.
Вновь испытывая денежные затруднения, «Елизавета» постаралась привлечь Михаила Огинского к составлению «русского внешнего займа», однако тот уклонился от проекта. Самозваная княжна попыталась взять кредит у местных банкиров, обещая в качестве залога якобы принадлежавшие ей в Оберштейне агатовые копи, но сумела получить лишь весьма скудную сумму (200 дукатов) и стала торопить Радзивилла с отъездом в Стамбул. Огинский, бывший в то время во Франции, не знал ничего о планах «княжны». Она добивалась от него новой встречи, он отказался, объяснив своё решение тем, что за ним «пристально следят» и его отсутствие не останется незамеченным.

### Рагуза. Лето и осень 1774 года
16 июня 1774 года вместе с самозванкой Радзивилл отбыл из Венеции. При посадке на корабль в порту Маламокко ей оказывали почести «как представительнице высокого рода». На острове Корфу они расстались с Моравской, возвратившейся домой. 30 июня «княжна» и её спутники прибыли в Рагузу (сейчас — Дубровник). Она поселилась в доме французского консула Дериво, уступившего его на время Радзивиллу.
В Рагузе Алина распространяла уже новую версию своего происхождения, согласно которой она родилась в 1753 году от брака Елизаветы и её морганатического супруга, «гетмана всего казачества», и до десятилетнего возраста жила при матери. По смерти последней Пётр, герцог Голштинский, которому, по уверениям самозванки, следовало лишь исполнять обязанности регента вплоть до её совершеннолетия (номинально называясь «императором»), был изменнически лишён трона, а новая императрица — Екатерина II — полгода спустя после этого события выслала соперницу на поселение в Сибирь. Некий священник сжалился над узницей и помог ей бежать и добраться до «Казачьей Донской столицы», где принцессу укрыли сторонники отца. Однако Екатерина обнаружила её и здесь и попыталась отравить. «Княжне» удалось спастись, но чтобы не подвергать более опасности жизнь наследницы престола, её вывезли в Персию, к шаху Жамасу. Шах дал ей блестящее образование, пригласив из Европы учителей языков и различных наук. Когда принцессе исполнилось 17 лет, он, наконец, раскрыл ей тайну её рождения и предложил выйти за него замуж. Принцесса, однако же, не пожелала изменить вере своих предков и предпочла вместо этого переселиться в Европу. Сопровождать её должен был перс Гали, избранный шахом специально для этой цели. На прощание шах снабдил её деньгами и драгоценностями, после чего наследница, переодетая в мужское платье, вернулась в Россию. Вместе с Гали объехала страну из конца в конец, побывала в Петербурге в гостях у «влиятельных отцовских друзей» и отправилась в Берлин, где открылась Фридриху II. Вскоре после этого Гали умер, а принцесса жила в Лондоне, затем в Париже, переехала в Германию, купила Оберштейн и, наконец, прибыла в Италию.
Самозваная принцесса объявила, будто в России у неё много влиятельных приверженцев, в том числе Емельян Пугачёв. Верховному визирю она писала, что на самом деле тот был князем Разумовским, сыном Алексея от первого брака, и ныне прилагал все силы к тому, чтобы возвести на престол «сестру».
Маршалок двора «Пане Коханку» Радзишевский был послан в Стамбул, чтобы сменить Коссаковского, миссия которого провалилась. Радзишевский должен был получить паспорта для Радзивилла и его свиты и добиться от Порты назначения виленскому воеводе содержания. В том случае, если Турция ко времени прибытия посланника «Пане Коханку» пошла бы на заключение мира с Россией, Радзишевский должен был ходатайствовать о включении в договор пункта о возмещении князю понесённых убытков.
Ещё до прибытия виленского воеводы и «княжны» в Рагузу там появились его приближённые. Один из людей Радзивилла намеревался под заклад княжеских имений добыть два миллиона цехинов и провести набор шести тысяч человек из числа христиан Боснии и Албании. Конфедерат Пулавский также надеялся найти средства для сбора двух-трёхтысячного корпуса, который должен был войти в Польшу. Некий пан Ключевский заложил свои имения за 40 тысяч цехинов и планировал набрать добровольцев. С ними Ключевский должен был выйти на помощь Пугачёву, которого заговорщики именовали Чоглоковым, сыном Елизаветы и Разумовского. Он рассчитывал, пройдя через Грузию, пополнить свой корпус «кубанскими калмыками» и достигнуть Казани. О планах заговорщиков консул Дериво подробно сообщал в Париж, отмечая, что «всё это … очень похоже на роман, но я должен доносить вашему превосходительству [министру иностранных дел] всё, что происходит в этом небольшом государстве».
Рагузские власти просили «княжну» покинуть город, так как опасались дальнейшего ухудшения отношений с Россией, и без того испорченных тем, что город поддерживал во время войны Османскую империю. Однако «княжна» отказала депутатам от Сената, и они «принуждены были вернуться, получив вместо ответа лишь насмешки над их трусостью». Сенат Рагузы информировал о самозванке российского министра иностранных дел графа Н. И. Панина. Тот, предположительно по приказу Екатерины, не желавшей привлекать к «авантюрьере» повышенного внимания, не счёл нужным дать делу официальный ход.
В Рагузе в руках «княжны» оказались копия подлинного завещания Екатерины I и поддельные — Петра I и «матери» Елизаветы Петровны. В последнем документе предписывалось короновать наследницу «Елизавету Петровну» (так в завещании, хотя княжна уверяла, что она — дочь Алексея Разумовского) по достижении ею совершеннолетия и предоставить неограниченную власть над империей. Предположительно к изготовлению подложных документов приложил руку кто-то из свиты Радзивилла, бывший в курсе петербургских дворцовых интриг. Маловероятно, что эти бумаги составила сама княжна: по-французски она говорила хорошо, но писала «разбросанно и хаотично».
Немного спустя отношения между Радзивиллом и «княжной» стали портиться, хотя внешне он продолжал оказывать ей почести как особе высокого происхождения. Причиной разлада было и взаимное разочарование друг в друге и то, что ситуация складывалась не в пользу конфедератов. Рухнули надежды виленского воеводы на формирование вооружённых отрядов для помощи Турции в борьбе с Россией: вместо ожидавшихся тысяч завербовать удалось только триста человек. К тому же власти Порты после заключения мира дали понять конфедератам, что не собираются ввязываться в новую войну, а Радзивиллу советовали помириться с Варшавой. Не был выдан князю и фирман (из-за интриг Каленского, официального представителя конфедерации при султане) для пребывания на территории Османской империи.
Широкий образ жизни в Рагузе поглотил последние средства «Пане Коханку», ему отказали в займе римские банкиры, ни у него, ни у «княжны» уже не оставалось ничего, что можно было бы заложить. Имущество Радзивилла в Польше было конфисковано, Виленское воеводство объявлено вакантным. Сам же князь, поняв, что попал в трудное положение, что Россия не обойдёт вниманием его связь с самозванкой, любыми путями пытался покончить с этой историей, сохранив при этом лицо. Вероятно, именно Радзивилл воспрепятствовал публикации подложных завещаний. В своих письмах в Германию самозванка жалуется на нерешительность князя. 21 сентября 1774 года она писала графу Лимбургу, что ещё надеется добраться до Стамбула, и просит у бывшего жениха денег. Её долги в Рагузе (500 цехинов) оплатил Михаил Доманский.
«Княжна» в письме к Горнштейну уверяла того, что слухи о поражении Пугачёва и мире между Россией и Портой не соответствуют действительности, и последняя, недовольная условиями Кючук-Кайнарджийских переговоров, обязательно развяжет против России новую войну. В послании «султану Ахмету» она пыталась его убедить, будто ей содействует шведский король Густав III, что на стороне «законной наследницы» выступит Польша, а также будто ей в самое ближайшее время удастся склонить на свою сторону моряков российской эскадры под командованием Алексея Орлова, находившейся в то время в Ливорно. Копия письма султану должна была быть передана верховному визирю. Однако Радзивилл, уже окончательно разочаровавшийся в самозванке, не стал отсылать в Стамбул письма «княжны», а когда она со скандалом добилась отправки — приказал Коссаковскому, находившемуся тогда в Турции, ни в коем случае не вручать их. Известно, что Радзивилл осенью 1774 года пытался что-либо узнать о прошлом «княжны». По заданию князя его секретарь Бернатович, остававшийся в Мангейме, обратился за разъяснениями к Лимбургу и получил ответ, что «это княжна высоких достоинств и исключительных добродетелей».
Сама мнимая принцесса к этому времени оказалась в весьма сложном положении. Заключение мира между Россией и Турцией (заговорщикам оставалось только надеяться на то, что мир не будет утверждён российским или турецким правительством) и окончательный разгром Пугачёва сильно поколебали её позиции. Когда же «княжна» не получила ответа и на второе письмо султану, с ней случился нервный приступ, продолжавшийся три дня.
Она продолжала писать Никите Панину в Петербург и Густаву III в Стокгольм. Но осторожный Горнштейн, на которого была возложена обязанность переправить оба письма по назначению, не стал этого делать, более того, прервал всякое общение с самозванкой. Осенью Радзивилл всё-таки получил 3000 червонцев от Сената Рагузы (Лунинский полагает, что князю выделила деньги местная еврейская община) и в начале ноября смог выехать в Лидо. «Княжна» сделалась предметом насмешек со стороны тех, кто ранее искал её расположения, в рагузских газетах появлялись пасквили и рассказы о её любовных похождениях. Версальский двор отказал ей в помощи и рекомендовал своему консулу Дериво поскорее избавиться от «ловкой авантюристки», занимавшей его дом. Верность ей продолжал хранить жених — граф Лимбургский, в своих письмах уговаривавший её изменить образ жизни. С «княжной» оставались в это время кроме прислуги лишь три поляка — Чарномский, Доманский и бывший иезуит Ганецкий.

### Алексей Орлов. Ливорно
Алексей, третий из братьев Орловых, отличался, по воспоминаниям современников, огромным честолюбием, энергией и крутым характером. Он был среди самых преданных сторонников императрицы Екатерины II. Вместе с братьями он принимал самое деятельное участие в перевороте, приведшем её на трон. Как полагается, именно он прискакал в спешном порядке к Екатерине с сообщением об аресте одного из заговорщиков — Пассека, чем подвиг её к немедленным действиям. В награду новая императрица пожаловала ему 800 душ крепостных, чин секунд-майора Преображенского полка, орден Святого Александра Невского, а также вместе с братьями — село Оболенское (Ильинское) в Серпуховском уезде с 2929 душами и титул графа Российской империи. Вскоре братьям Григорию и Алексею были пожалованы ещё имения, а в 1768 году, обменяв эти владения на деревни дворцового ведомства, братья Орловы стали владельцами 9571 души. В то время как Григорий Орлов являлся официальным фаворитом императрицы, Алексей через него оказывал большое влияние на государственные дела.
Во время русско-турецкой войны Алексей Орлов одержал блестящую победу при Чесме, участвовал в фокшанских переговорах, которые прервал — по одним сведениям, из-за присущей ему нетерпимости и вспыльчивости, по другим — из-за происков турок, использовавших переговоры как передышку, необходимую для перевооружения и подготовки нового наступления. С 1769 года Орлов находился за границей, командуя русской эскадрой в Средиземном море. Позднее участвовал в Бухарестском конгрессе, призванном обсудить условия мира с Турцией, который, однако, закончился так же безрезультатно.
Русская эскадра прибыла в Ливорно в 1771 году. Здесь была основная стоянка русского флота в Средиземном море. Орлову приходилось продолжать военные действия и время от времени навещать Москву и Петербург. В 1772 году, после того как Григорий потерял место фаворита, влияние Орловых при дворе значительно ослабло, когда же незначительного Васильчикова сменил энергичный Потёмкин, практически сошло на нет. Враги Орловых, немедленно воспрянув духом, постарались окончательно уничтожить их. Императрице доносили об опасности для неё бывшего фаворита и его братьев, недовольных потерей своего влияния. Их же происками к Алексею Орлову в Ливорно несколько раз направляли провокаторов, убеждавших его выступить против императрицы; так, незадолго до появления самозванки некая дама с острова Парос, не назвавшая в письме своего имени, пыталась склонить его к измене.
Орлов получил от самозванки 18 августа 1774 года пакет с её «манифестиком» (фр. petit manifeste) или воззванием, адресованным русским морякам. «Большой манифест», по её плану, должен был составить сам Орлов, продемонстрировав таким образом, что выступает на её стороне. К манифесту было приложено письмо. В нём «княжна» назвалась дочерью Елизаветы Петровны, упоминала вымышленное завещание императрицы, рассказывала о своей жизни при матери до девятилетнего возраста, затем у «шаха персидского», о намерении при помощи Пугачёва (под именем которого якобы выступал «князь Разумовский») занять престол, о том, что её поддерживают турецкий султан и европейские государи. Алексею Орлову за содействие обещались «опора, защита» и вечная признательность. Из осторожности самозванка писала, будто находится в Турции с надёжной охраной.
Ещё один «манифестик» был направлен Никите Ивановичу Панину, который (как полагается, по прямому приказу Екатерины, не желавшей привлекать внимание к этой истории) назвал претендентку «побродяжкой» и оставил её письмо без всякого внимания.
Орлов дал знать о полученном письме Екатерине (27 сентября 1774 года), подозревая, что за спиной самозваной «княжны», как (по его мнению) и за спиной Пугачёва, стоит французский двор, писал:
Желательно, всемилостивейшая государыня, чтоб искоренён был Пугачев, а лучше бы того, если бы пойман был живой, чтоб изыскать чрез него сущую правду. Я всё ещё в подозрении, не замешались ли тут Французы, о чём я в бытность мою докладывал, а теперь меня ещё более подтверждает полученное мною письмо от неизвестного лица. Есть ли этакая, или нет, я не знаю, а буде есть и хочет не принадлежащаго себе, то б я навязал камень ей на шею да в воду (…) от меня же послан нарочно верный офицер, и ему приказано с оною женщиной переговорить, и буде найдет что-нибудь сомнительное, в таком случае обещал бы на словах мою услугу, а из-за того звал бы для точного переговора сюда, в Ливорно. И моё мнение, буде найдётся такая сумасшедшая, тогда заманя её на корабли, отослать прямо в Кронштадт, и на оное буду ожидать повеления: каким образом повелите мне в оном случае поступить, то всё наиусерднейше исполнять буду.
Таким образом, план заманить самозваную принцессу на флагманский корабль и отправить её в Россию, по-видимому, принадлежал самому Орлову. Однако М. Н. Лонгинов выдвинул гипотезу, будто Орлов, жестоко обиженный своей отставкой, сам искал контакта с самозванкой, отправив к ней в Рим своего офицера Христинека, и в то же время поспешил доложить Екатерине о полученном письме — то есть вёл двойную игру, пытаясь определить, на какой стороне окажется победа. Позднейшие исследования опровергли эту версию, показав, что контакт между Орловым и княжной был установлен в начале следующего, 1775 года, и сделано это было по разрешению Екатерины, приславшей 12 ноября 1774 года Орлову прямой приказ арестовать самозванку, а именно: «поймать всклепавшую на себя имя во что бы то ни стало».
В то же время, не дожидаясь ответа из Петербурга, Орлов, подозревавший, что неизвестная с Пароса и «принцесса Елизавета» — одно и то же лицо, отправил на архипелаг своего доверенного офицера — серба на русской службе, графа Ивана Васильевича Войновича. Тот в скором времени убедился, что паросская интриганка была всего-навсего женой константинопольского купца, имевшая «заносчивый характер и вздорный нрав», не исключено было, что за её спиной стоял стамбульский двор, пытавшийся подобным образом скомпрометировать Орлова или же склонить его к измене.
В Италию на поиски самозванки был отправлен ловкий и дипломатичный де Рибас, будущий основатель Одессы. В начале декабря курьер Миллер привёз ответ из Петербурга.
Если то возможно, — писала Екатерина, — приманите её в таком месте, где б вам ловко бы было посадить на наш корабль и отправить за караулом сюда.
Несмотря на уверения самозванки, будто её защищает турецкий флот, из донесений рагузских властей в России было хорошо известно её местонахождение, и потому, не опасаясь противодействия относительно слабой рагузской республики, Екатерина «дозволяла» Орлову в случае отказа городских властей выдать «тварь» «употребить угрозы, а буде и наказание нужно, что бомб несколько в город метать можно». Орлов был готов выполнить поручение, однако «принцесса» к тому времени уже успела покинуть Рагузу.

### Зима 1775 года. Рим
Из Рагузы она отправилась в Неаполь, оттуда же — в Рим, где назвалась графиней Пиннеберг, поселилась на Марсовом поле и вела очень замкнутый образ жизни. «Княжна» выезжала на прогулку только в карете с занавешенными окнами, в её дом свободно могли войти только её спутники. Вскоре Ганецкий, будто бы случайно, назвал даму «русской княжной», и эта новость разошлась по всему городу. Её здоровье к этому времени было серьёзно подорвано, однако соблюдение строгого режима, как того требовал её врач Саличетти, немедленно было отставлено, едва Ганецкий достал денег, и «княжна» поспешила вернуться к привычной роскоши.
Незадолго до того умер папа римский Климент XIV, и её попытки связаться с кардиналом Альбани (ходившие по Риму слухи прочили именно ему победу) поначалу не имели успеха, так как он, как участник конклава, вплоть до выбора нового папы должен был оставаться взаперти в Ватиканском дворце. Наконец, рано утром 1 января 1775 года Ганецкому удалось увидеться с кардиналом (тот разговаривал через окно со своим племянником). Альбани отправил на свидание с самозванкой своего секретаря аббата Роккатани. Секретаря кардинала в доме на Марсовом поле провели через комнату, наполненную людьми, изображавшими свиту хозяйки, «княжна» беседовала с ним наедине. Она, по словам Роккатани, «доказала или свою мудрость, или большую ловкость». В разговоре «княжна» коснулась состояния дел в Польше, поведала о своих путешествиях и продемонстрировала расположение к католическим обрядам. Для кардинала через Роккатани она передала письмо, в котором утверждала, что имеет право на российский престол. 8 января «княжна», поддерживая интерес к себе, показала Роккатани копии своих «турецких писем» и письма к Орлову, 11 — письма Лимбурга и фон Горнштейна к ней, а 14 — «завещание» императрицы Елизаветы. Рассказала, что Лимбург для заключения брака потребовал от неё перехода в католическую веру, но она не могла пойти на это, так как закрыла бы себе дорогу на российский престол. «Княжна» сообщила Роккатани, что, получив власть, предпримет все возможные шаги, «чтобы народ признал власть римской церкви». Она добивалась от курии рекомендации епископу-курфюрсту Трирскому для получения кредита в 7 тысяч червонцев. Некий патер Лиадей (или Линдай), служивший в России, рассказал Роккатани, будто встречал её в Зимнем дворце, и что она была женой «одного из князей Ольденбургских, троюродного брата Петра III». Аббат после этого оставил всякие сомнения, кардинал же выказал умеренный интерес к замыслам «княжны». Сохраняя дистанцию, он призвал своего секретаря быть осторожным и извещать обо всём консилярия Станислава Августа каноника Гижиотти. Здоровье самозваной принцессы между тем продолжало ухудшаться, и всё больше времени из-за кашля с кровью и лихорадочных припадков ей приходилось проводить в постели.
«Княжна» дала понять Роккатани, что желает также привлечь на свою сторону недовольного разделом Речи Посполитой короля Станислава Понятовского, Густава III, претендовавшего на балтийское побережье, и, конечно же, Турцию. Однако встреча с польским представителем в Ватикане маркизом Томмазо д’Античи, состоявшаяся 16 января благодаря Роккатани, прошла безрезультатно. Д’Античи отдал должное уму и очарованию собеседницы, но счёл, что от него хотят лишь денег. По словам «княжны», они были необходимы для встреч с Фридрихом II и Станиславом Августом. Указав, что Понятовский короной своей обязан Екатерине и не пойдёт против своей покровительницы, д’Античи настоятельно советовал ей оставить политические игры. Д’Античи заключил, что её рассказы о юности в Персии — выдумка, что, скорее всего, эта женщина выросла в Германии. 19 января он вторично посоветовал «княжне» оставить свои планы: «Всякое иное намерение покажется для благомыслящих людей опасным и даже противным долгу и гласу совести…» «Княжна» обещала последовать его совету, но продолжала, однако, тайно вербовать себе приверженцев и рассылать письма. Несколько ранее, 18 января, представитель Трира в Риме отказался дать ей денег. 24 января через Роккатани она получила ответ кардинала Альбани, развеявший надежды на ссуду у римских банкиров. Средств у неё не оставалось, Ганецкий, который вёл дом «княжны», бежал от кредиторов. Оказавшись в отчаянном положении, она просила о займе английского посланника в Неаполе Гамильтона, открыв перед ним своё «инкогнито». Тот переслал письмо «княжны» консулу в Ливорно сэру Джону Дику, который передал бумагу Алексею Орлову, до тех пор безрезультатно пытавшемуся напасть на след самозванки.
Орлов немедленно отправил в Рим генерал-адъютанта своей эскадры Ивана Христинека с поручением втереться в доверие к «княжне Владимирской» и любым способом заманить её в Пизу. Прибыв в город, Христинек стал постоянно появляться рядом с домом, где жила «княжна», и говорить с прислугой, сочувственно отзываясь о её предприятии. Приглашённый в конце концов к авантюристке, которая из-за нездоровья вынуждена была принять его в постели, Христинек объявил, что представляет графа Орлова, и пригласил её прибыть к нему для переговоров в Пизу. В то же время, по приказу Орлова и Гамильтона, её посетил английский представитель в Риме Дженкинс, предложивший открыть «княжне» неограниченный кредит.
Однако, видимо, заподозрив неладное, та отказала обоим; но сопротивление длилось недолго — за долги «княжне Елизавете» грозила тюрьма. Приняв, наконец, помощь Дженкинса, она выплатила кредиторам 16 тысяч золотых, 7,5 тысяч были посланы ею Радзивиллу. Поддавшись уговорам Христинека, «Елизавета» собралась в Пизу. Кардиналу Альбани она передала, что собирается постричься в монахини, Томмазо д’Античи — что уезжает в Германию и прекращает заниматься политикой. Альбани, в ответ на просьбу «княжны» вернуть копии предоставленных ему документов, ложно уверил её, будто их уничтожил.

### Пиза
11 февраля, заняв у Дженкинса ещё 2 тысячи золотых на дорогу, под именем «графини Зелинской» «княжна» выехала в Пизу, принадлежавшую в то время австрийской короне. Христинек отбыл туда же чуть ранее. «Княжну» сопровождали Доманский, Чарномский, горничная фон Мельшеде и слуги — всего шестьдесят человек. Возможно, Орлов в докладе императрице от 14 (25) февраля преувеличил размер свиты «графини Зелинской», вероятно, причина в том, что он сам оплачивал все расходы. Орлов нашёл для самозванки дворец, в котором она со своей свитой остановилась 15 февраля.
Орлов поспешил представиться самозванке. По воспоминаниям современников, он вёл себя с ней как с владетельной особой, появляясь в парадной форме с орденами и строго соблюдая все правила этикета. «Княжна» отнеслась к нему вначале недоверчиво, лишь кратко пересказав свою историю, которая на сей раз заключалась в том, будто её в младенческом возрасте увезли из России некий священник и несколько помогавших ему женщин, но настигшие их враги пытались извести принцессу ядом, и она лишь чудом осталась жива. Воспитывалась она в дальнейшем будто бы в Персии, где и до настоящего времени имеет сильную поддержку, по совершеннолетию тайно побывала в России, на Волге, в Петербурге, затем через Ригу выехала в Пруссию, где в Потсдаме открыла своё инкогнито Фридриху II, затем жила в Париже, приняв для сохранения тайны имя «принцессы Владимирской».
Также она сообщила, будто в Германии свела короткое знакомство со многими владетельными князьями, в частности, с графом Лимбургским, что её безоговорочно поддерживают Швеция, Пруссия и члены Барской конфедерации, почти наверняка она может рассчитывать на Австрию и в скором времени собирается в Стамбул, где в данный момент её представляет некий преданный перс, владеющий девятью иностранными языками. Пугачёв уже не упоминался, хотя до «княжны», скорее всего, весть о его казни не дошла.
Алексей Орлов, донося обо всём императрице, упоминает о бумагах «принцессы», в которые успел заглянуть: «Я несколько сомнения имею на одного из наших вояжиров, а легко может быть, что я и ошибаюсь, только видел многие французские письма без подписи, и рука мне знакомая быть кажется». Орлов подозревал в сочувствии самозванке Ивана Шувалова, но дальше подозрений дело не пошло — так как сличая почерк в этих письмах, привезённых в Россию вместе с остальными бумагами «княжны», генерал-фельдмаршал Голицын пришёл к выводу, что писал их граф Лимбург.
Вместе с Орловым «княжна» стала выезжать в открытом экипаже, осматривать достопримечательности города и появляться в опере. Вскоре пошёл слух, будто Орлов и «графиня Зелинская» состоят в любовной связи. Известно также, что Орлов предлагал ей замужество и, как писал он Екатерине, сдержал бы слово «лишь только достичь бы того, чтобы волю вашего величества исполнить», самозванка же заключать брак не собиралась до того момента, как займёт «надлежащий ей российский трон». Скорее всего, «княжна» не думала принимать участия в борьбе за престол, а, добившись от Орлова денег, надеялась дождаться, чем завершится дело. Она дала понять графу, что ей надо уехать (в Турцию, куда якобы уже послала верного человека). При таком положении дел Орлов должен был действовать немедленно, чтобы не упустить самозванку. Однако похитить её в Пизе не было никакой возможности, так как преданная ей прислуга и городская полиция немедленно воспротивились бы подобному — тем более по городу уже стали ходить слухи, что под именем «графини Зелинской» скрывается наследница российского престола. В донесении Екатерине Орлов подчёркивал, какой опасности он подвергался: «Находясь вне отечества, в здешних местах, опасаться должен, чтобы не быть от сообщников сей злодейки застрелену или окормлену, — писал он уже после ареста самозванки, — я всего более опасаюсь иезуитов, а с нею некоторые были и остались по разным местам».

### Похищение
Действовавший заодно с Орловым английский консул Дик написал тому письмо, будто бы в Ливорно происходят столкновения между англичанами и русскими, и для водворения мира необходимо присутствие Орлова. Последний немедленно собрался в Ливорно и предложил «княжне» сопровождать его, чтобы самой увидеть российский флот. Орлову и Христинеку удалось уговорить её на кратковременную поездку не брать с собой свиту. 22 февраля в сопровождении горничной (фон Мельшеде), двух камердинеров-итальянцев (Маркезини и Анчиолли), трёх камердинеров-поляков (Рихтера, Лабенского, Кальтфингера), а также Доманского и Чарномского «княжна» направилась в Ливорно.
В Ливорно Орлов и самозванка остановились в доме английского консула. На следующий день (25 февраля) Дик и его жена дали в их честь обед, где присутствовали контр-адмирал Самуил Грейг с супругой. Во время обеда зашёл разговор о русском флоте, и «княжна», как полагают, направляемая собеседниками, сама пожелала осмотреть корабли. Её желание немедленно было «уважено», и она со свитой, в сопровождении Орлова и Христинека, в шлюпке направилась на адмиральский корабль.
С флагманского корабля «Святой великомученик Исидор» для неё было спущено кресло. Самозванку приветствовали криками «ура!» и царским салютом, на кораблях были подняты флаги. Офицеры и матросы для этого случая надели парадную форму, в каюте адмирала Грейга был накрыт стол и подан роскошный десерт, за здоровье «принцессы Елизаветы» подняли кубки. Ожидания толпы, собравшейся на пристани в ожидании зрелища, не были обмануты, русская эскадра устроила, как и было обещано, демонстрацию военных манёвров. «Княжна» поднялась на палубу, чтобы наблюдать за происходящим, и, увлечённая зрелищем, не заметила, что всё окружавшее её общество во главе с Орловым и Грейгом вдруг куда-то исчезло, кроме бывших рядом с ней слуг и двоих поляков. Подошедший к ним гвардейский капитан Литвинов официально объявил об их аресте, включая Христинека, чтобы не вызвать подозрений в причастности Орлова к её задержанию. «Княжну» вместе с горничной отвели в каюту. Людей, сопровождавших её, разделили и перевезли на другие корабли эскадры.
Уже под арестом она написала письмо Орлову (ей сказали, что он тоже задержан), в котором уверяла в своей неизменной любви и просила помочь ей освободиться. Продолжая играть комедию, граф, находившийся в Ливорно, прислал ответ на немецком языке, где сообщал, будто сам находится «под караулом», но приложит все усилия, чтобы бежать и освободить её. Письмо было написано для того, чтобы удержать пленницу от самоубийства. В это же время посланники графа в спешном порядке отбыли в Пизу, чтобы захватить имущество и бумаги самозванки, а также распустить её свиту. Опасаясь, что недоброжелатели при дворе могут использовать против него его знакомство с самозванкой, Орлов в своём послании Екатерине утверждал, что всегда оставался верен императрице.
По словам Дика, на следующий день после ареста самозванки Орлов пришёл к нему невыспавшийся и в плохом настроении. Он просил у Дика несколько иностранных книг для задержанной.
Арест «принцессы» вызвал возмущение в Ливорно, Пизе и Флоренции. По некоторым сведениям, тосканский герцог Леопольд выразил своё возмущение подобным нарушением международного права, однако не получил из России никакого ответа, а его брат Иосиф будто бы отдал в порты приказание задержать корабль с самозванкой на борту. В течение двух дней, пока русская эскадра ещё стояла на рейде, её постоянно окружали лодки, полные местных жителей, и только цепь солдат на палубе, угрожавших открыть огонь, удерживала их на почтительном расстоянии.
26 февраля эскадра снялась с якоря. Для пленницы был выделен персональный врач, с ней оставлена горничная. Сам Орлов выехал из Пизы позже сухим путём; Христинек с донесением о захвате пленницы был отправлен в Петербург, все подробности ему было вменено в обязанность передать на словах. Весной 1775 года Орлов на обеде у русского посла в Венеции встретился с князем Радзивиллом, который просил прощения у Екатерины II. Орлов обещал помочь «Пане Коханку» помириться с императрицей.
По воспоминаниям адмирала Грейга, выполнить порученное ему оказалось крайне тяжело. Вплоть до прибытия в английский порт Плимут «княжна» вела себя достаточно спокойно, как видно, всё ещё надеясь на помощь Орлова. Однако во время стоянки с ней, так и не дождавшейся ни самого Орлова, ни его письма, случился нервный припадок, завершившийся обмороком. Когда её вынесли на палубу, чтобы привести в чувство, она через некоторое время вскочила и попыталась выпрыгнуть за борт, прямо в проплывавшую мимо рыбацкую лодку. В последний момент пленницу удалось задержать.
В то же время в Европе появился и долгое время держался слух, будто бы русские корабли отправились в Бордо, где Орлов собственноручно расправился со своей пленницей. Однако ничего общего с реальностью слух этот не имел; поспешно снявшись с якоря в Плимуте, где, по воспоминаниям Грейга, местное население стало проявлять повышенный интерес к русской эскадре, корабли отправились в Балтийское море, 18 апреля бросили якорь в Зунде, где были задержаны плавучими льдами, а 11 мая прибыли в Кронштадт.

### Заключение, следствие и смерть
По прибытии, выполняя приказ Орлова, Грейг немедленно послал курьера к императрице. 16 мая Екатерина подписала приказ о выдаче самозванки в распоряжение петербургского генерал-губернатора фельдмаршала князя Голицына. Вечером 24 мая Голицын отрядил за этим капитана Преображенского полка Александра Матвеевича Толстого, предварительно взяв с него клятву вечно хранить тайну. Толстой вместе с надёжной командой причалил к линейному кораблю «Святой великомученик Исидор» и, дождавшись наступления ночи, 25 мая перевёз «княжну», Доманского и Чарномского, пятерых слуг и горничную в Петропавловскую крепость. По приказу императрицы пленницу и её спутников доставляли по отдельности. Комендант Чернышёв разместил их по казематам Алексеевского равелина. Через несколько дней заболевшую «княжну» перевели в подвал комендантского дома.
Екатерина, находившаяся в то время в Москве, внимательно следила за ходом расследования. Чарномский, давая показания, скрыл, что конфедераты весной 1774 года готовили новую миссию к султану. Своё путешествие из Рагузы в Венецию он объяснял частными делами — якобы необходимостью вернуть долг Потоцкому и тем, что следовал за Доманским как за своим другом. Доманский показал, что познакомился с «княжной» в Венеции, перед отплытием в Рагузу, что она попросила Радзивилла взять её в Стамбул, а виленский воевода считал её «польской королевной». Радзивилл, по словам Доманского, позднее усомнился в правдивости «княжны», благодаря ему письма самозванки не дошли до султана. Доманский признал, что влюблён в «княжну» и поначалу считал её царской дочерью. После Рагузы он последовал за ней из любви, жалея её, а также потому, что одолжил ей денег и надеялся получить их обратно.
Первый допрос «княжны» был проведён на следующий же день — 26 мая. Девять «вопросных пунктов», на которые необходимо было получить ответы «княжны», составила сама императрица. Допрос арестованной вёлся на французском языке, секретарь следственной комиссии асессор Коллегии иностранных дел Василий Ушаков записывал показания по-русски, их переводили «княжне» непосредственно перед тем, как просили подписать протокол.
На допросах «княжна» дала показания о своём детстве, утверждая, что провела ранние годы в Киле у некоей госпожи Пере или Перон, затем в 1762 году, в возрасте 9 лет, её вместе с нянькой Катериной («немкой из Голштинии») какие-то люди вывезли в Петербург, после чего пообещали доставить в Москву к родителям, но вместо того отвезли к «персидской границе» и поселили у некой «образованной старушки», где «принцесса» чудом осталась жива после попытки Петра III извести её с помощью яда. В следующем 1763 году с помощью «татарина» ей вместе с нянькой якобы удалось бежать в Багдад, где её поселил у себя «богатый перс Гамет», откуда год спустя она перебралась в Исфахан к некоему персидскому «князю Гали». Здесь она получила блестящее образование под руководством француза Жака Фурнье. «Князь Гали» постоянно называл её дочерью Елизаветы Петровны. В 1769 году из-за вспыхнувших в Персии волнений Гали под именем Крымова вернулся в Россию, выдавая «принцессу» за собственную дочь. Минуя Астрахань и Петербург, они наконец выехали из России и через Германию и Францию попали в Лондон, где вынужденная по неизвестной причине расстаться со своим покровителем «княжна» отправилась назад в Париж, приняв имя «принцессы Али», то есть «дочери Гали».
В дальнейшем, по её словам, она отправилась в Италию, чтобы вновь связаться с Гали и раздобыть у него денег, необходимых для хлопот по делу о защите прав графа Лимбургского на Голштинское герцогство. В то же время она собиралась в Россию, чтобы оказать правительству услуги «в пользу российской коммерции касательно до Персии», а заодно окончательно выяснить, кто она и кто её родители, и постараться получить у Екатерины фамилию и титул. В Италии же она встретилась с Радзивиллом, который с огромным трудом смог её уговорить отправиться вместе с ним в Стамбул. Она якобы всеми силами убеждала его «отказаться от неосуществимых намерений» и отрицала родство с императрицей Елизаветой, так как не имела тому никаких доказательств. «Княжна» настаивала на том, что не она себя называла дочерью российской императрицы, а те, кто окружал её («князь Гали», «знатные люди» во Франции, Радзивилл).
Документы, захваченные в Пизе, были, как она уверяла, получены ею в Рагузе 8 июля 1774 года в анонимном послании. К пакету с «завещаниями» были приложены письмо с просьбой приехать в Константинополь (это якобы должно было спасти жизни многих людей) и бумаги, предназначенные для передачи султану. Письма султану «княжна» прочитала и, по её словам, отказалась от намерения ехать, бумаги же оставила у себя. В анонимном послании был также пакет, адресованный Орлову. «Княжна» вскрыла его, сняла копии находившихся в нём бумаг, запечатала их своей печатью и отправила в Ливорно.
Желая заставить заключённую говорить более откровенно, её скудно кормили, в камере при ней постоянно находились офицер и двое солдат. «Княжна» продолжала настаивать на правдивости своих показаний. Она назвала имена тех, кто мог рассказать о её жизни: Лимбурга, Огинского, барона Вейдберга (генерала французской службы), Сартина (французского министра), де Марена. Однако эти лица не могли располагать сведениями о том, что более всего интересовало следствие, — её происхождении. Она написала несколько писем Голицыну и письмо Екатерине, где просила последнюю о личной встрече, уверяя, что может «доставить большие выгоды» империи, наладив торговлю с Персией. Подписываясь «Elisabeth», она вызвала большое раздражение Екатерины, писавшей Голицыну:

…велите к тому прибавить, что никто ни малейшего не имеет сомнения о том, что она авантюрьерка, и для того вы ей советуйте, чтоб она тону убавила и чистосердечно призналась в том, кто её заставил играть сию роль, и откудова она родом, и давно ли плутни сии примышленны.
29 июня Голицын получил 20 новых «вопросных пунктов», возможно, они были составлены самой Екатериной. Они представляли собой не вопросы для подследственной, а подробный критический разбор её показаний. В письме к Голицыну от того же числа императрица дала понять, что всё сказанное арестованной считает ложью, встречаться с ней не намерена, от самого же следователя требовала, чтобы тот узнал у «княжны» «когда и где самозванство на себя приняла, и кто первые ей были в том помощники». Но и на очной ставке с Доманским «княжна» не признала, что сама называла себя российской принцессой. В рапорте императрице от 13 июля Голицын так отзывается об арестованной: «Её изворотливая душа способна ко великой лжи и обману». Между тем состояние её здоровья ухудшалось, Голицын доносил в Москву, что по мнению врача, осматривавшего заключённую, она скоро умрёт.
25 июля она написала новые письма к Голицыну и Екатерине (документ, озаглавленный Note), сведения, которые «княжна» сообщала в послании Голицыну, тот охарактеризовал как «выдумку и ложь, недостойную вероятия». Заключённая жаловалась на ухудшение условий содержания, предлагала новую версию своего происхождения, утверждала, что невиновна. Екатерине она предлагала «кончить дело дружелюбно» и отпустить её на волю. Голицын получил от «княжны» список тех, кто мог что-то знать о ней. Это были некие: Поэн из Лиона; Шмидт, её учитель математики в Киле; барон Штерн и его семья; данцигский купец Шуман, оплачивавший её содержание. Однако люди, которые, по её словам, могли пролить свет на её тайну, не были доступны российским властям.
В этот же день, 25 июля, Екатерина приказала Голицыну объявить «княжне», что та «по правосудию» должна быть заключена пожизненно. Однако, в обмен на признание вины и правду о своём происхождении, обещать ей свободу и разрешение заключить брак с Доманским. Если же «княжна» не желала связывать свою судьбу с Доманским, то могла после освобождения уехать к графу Лимбургу. В тот же день ещё в одном письме императрица советовала воздействовать на заключённую, если та считает себя православной, через священника. 6 августа «княжна» просила прислать к ней православного священника, потом отказалась от его услуг, позднее она объясняла свой поступок тем, что от болезни и огорчений «иногда не помнит, что говорит». Голицын сообщил самозванке о том, что английский посланник сэр Роберт Ганнинг в письме к императрице назвал «княжну» дочерью пражского трактирщика. Впервые она заколебалась и пообещала Голицыну открыть всю правду о себе. Ей выдали принадлежности для письма, через несколько дней, пережив припадок болезни, прервавший её работу, «княжна» вручила очередное послание Голицыну. Но, к разочарованию следователя, ничего нового о себе она не рассказала.
«Княжна» отказалась принять предложение императрицы и признать себя «обычной женщиной». По мнению Курукина, не претендуя уже на родство с царской семьёй, она, тем не менее, не могла отказаться от легенды о своём благородном происхождении. Окружавший её ореол тайны, единственное, что оставалось у неё, возбуждал к ней интерес и давал «положение в обществе». Поэтому же она отказалась от брака с Доманским: этот союз окончательно «лишал её будущего». Во время очередной встречи с Голицыным она высказала предположение, что, возможно, родилась «в Черкесии». Отрицала, что является «дочерью пражского трактирщика». По её словам, она никогда не была в Праге «и если бы узнала, кто её тем происхождением поносит, то бы она тому глаза выцарапала».
Заключённая умерла от туберкулёза 4 декабря 1775 года. Пётр Андреев, священник из храма Рождества Богородицы, встречался с «княжной» дважды — 30 ноября и 1 декабря. Исповедь проводилась на немецком языке. Согласно представленному им отчёту исповедавшаяся так и не открыла тайну своего рождения и не признала за собой политических преступлений. «Княжна» была похоронена во дворе крепости. Никаких обрядов при погребении не совершалось.
Все спутники «княжны» были освобождены, решение об этом было принято 13 января 1776 года. Участие Доманского и Чарномского в авантюре с самозванством было признано следствием легкомыслия. Оба получили по 100 рублей после того, как дали подписку о неразглашении обстоятельств дела. Слугам было выдано по 50 рублей, Франциске Мельшеде — 150 рублей и некоторые вещи её покойной хозяйки, не выплатившей своей горничной жалования. Всех вывезли за границу через Лифляндию тайно несколькими группами.

## Альтернативные версии судьбы «княжны»
Усилия правительства по сохранению в тайне всех обстоятельств дела самозванки только способствовали распространению самых невероятных слухов о её судьбе. Рассказывали, что похищенную в Ливорно женщину Орлов отправил в один из монастырей. Сведения, дошедшие до иностранных дипломатов, были случайны и отрывочны. Так, в феврале 1776 года саксонский посланник, барон Сакен, сообщал, что «сумасшедшая, так называемая принцесса Елизавета», умерла в Шлиссельбурге «два дня тому назад». О судьбе лиц, её сопровождавших, Сакену ничего не было известно. Причиной смерти неизвестной чрезвычайный посланник Великобритании Джеймс Харрис называл «колики в желудке» и тут же добавлял, что сам не верит этому.
По версии Кастера, «княжна» — младшая из троих детей Елизаветы Петровны и Разумовского. Он предполагал, что её ещё в детстве забрал из семьи князь Карл Радзивилл и увёз в Рим, желая вырастить будущую претендентку на российский престол. Когда же у него кончились деньги, а его поместья были конфискованы, он, ценой предательства «княжны», позволив Орлову увезти её, купил себе прощение у Екатерины II. В Париже «княжна» располагала средствами, поставляемыми неким неизвестным (по её собственным уверениям — персидским дядей; как полагает Кастера, а за ним и П. Мельников-Печерский, — поляками). Кастера утверждает, что «несчастная принцесса» родила от Орлова ребёнка и погибла в крепости во время наводнения. У Кастера, никогда не бывавшего в России, смешаны выдумка и сообщения о действительно происходивших событиях. Его книга, долгое время запрещённая в России, была известна по спискам. Гельбиг предполагал, что самозванка была дочерью Елизаветы и И. И. Шувалова, вслед за ним это допущение повторил Лонгинов («Русская беседа», 1860).
Существует версия похищения, по которой «княжну» заманили в Ливорно под предлогом заключения брака между ней и Орловым. Свадьба была инсценирована на флагманском корабле, и венчал их якобы Осип де Рибас, переодевшийся в священника. Кастера сообщает, что венчание будто бы состоялось в Риме. Рассказы эти, в которых перепутаны даты (вместо 1775 года — 1772), появились гораздо позднее. Версия венчания на корабле нашла отражение в пьесе Зорина «Царская охота», а позднее — в одноимённом фильме, снятом по ней в 1990 году и телевизионном сериале «Екатерина. Самозванцы», снятом в 2019 году.
Джузеппе Горани (итал. Giuseppe Gorani) в Memories secrets et critiques des Cours, des Gouvernements et des Moeurs des Principaux Etats de L’italie (Париж, 1793) рассказывает, что «принцесса» умерла в тюрьме «под ударами кнута».
По свидетельству авантюриста Винского (опубликовано Мельниковым-Печерским, впервые — в «Северной пчеле» в 1860 году), отбывавшего заключение в Петропавловской крепости через несколько лет после смерти «княжны», тюремщик Алексеевского равелина вспоминал, будто в конце июля 1775 года к пленнице приезжал граф Орлов, она же разговаривала с ним резко и громко, едва не переходя на крик, что заключённая была беременна и родила в тюрьме. Неизвестно, насколько достоверны эти сведения (в их верности сомневался уже Лонгинов) — сам автор в мемуарах рассказывает, что был в заключении в Иоанновском равелине крепости. Тот же Винский утверждает, что «княжна» погибла во время наводнения 1777 года, так как для её спасения не было принято никаких мер. Мемуары Винского публиковались в 1877 и 1914 году и оба раза без рассказа о самозванке.
В 1867 году на французском языке вышел первый том «Записок» князя Петра Долгорукова. Долгоруков сообщал в них, что княжна Тараканова была «дочерью польского еврея», которую поддерживал как претендентку на российский престол князь Радзивилл, а позднее хотел использовать в борьбе против Екатерины Алексей Орлов, однако предал самозванку. «Княжна» якобы умерла в Петропавловской крепости в родах «через два года» после наводнения. Автор обещал подробно осветить историю «княжны» во втором томе «Записок» (книга осталась незавершённой).

## Портреты княжны Таракановой
Вероятно, единственным достоверным изображением самозванки являлся мраморный барельеф из коллекции великого князя Николая Михайловича. На обороте женского профильного портрета предыдущий его владелец, Николай Безобразов, оставил надпись, в которой сообщал, что эта «головка княжны Таракановой» досталась ему от бабушки Анны Фёдоровны, получившей портрет от самого Алексея Орлова. Вполне возможно, что барельеф был подарен графу самой «княжной» или изъят людьми Орлова при обыске дома самозванки в Пизе после её похищения.
Краевед и коллекционер П. Симсон считал портретом «княжны» работу художника Г. Сердюкова из своего собрания. Её репродукция была опубликована А. Голомбиевским в журнале «Старые годы» (май 1911). На полотне была изображена женщина в восточном костюме с закрытой вуалью нижней частью лица. Однако маловероятно, что Сердюков рисовал именно самозванку: на обороте холста художник указал дату 19 октября 1770 года и место, где была создана картина, — Петербург. Дискуссия о том, кто же изображён на портрете, осталась незавершённой, сама картина позднее была утрачена.

## Предание о браке и потомстве Елизаветы Петровны и Разумовского
С XVIII века существует легенда, нашедшая отражение и в европейской литературе, о том, что Елизавета вступила в тайный брак с Алексеем Разумовским.
Жан Анри Кастера (фр. Jean-Henri Castéra) в книге «Жизнь Екатерины II, императрицы российской» предполагает, будто Елизавета родила мужу двоих сыновей и дочь Елизавету. Княжна Тараканова, по его мнению, была младшей и родилась в 1755 году.
Секретарь саксонского посольства Адольф фон Гельбиг в Russische Günstlinge утверждает, что, по слухам, детей было двое — сын, носивший позднее фамилию Закревский, и дочь — княжна Тараканова. Отцом последней фон Гельбиг называл Ивана Ивановича Шувалова и относил её рождение к 1753 году. Этой же версии первоначально придерживался и М. Н. Лонгинов.
Граф Д. Н. Блудов держался мнения, будто у Елизаветы и Разумовского были сын, всю жизнь проведший в заточении в одном из монастырей Переславля-Залесского и якобы горько жаловавшийся на судьбу, и дочь, Августа Тараканова.
Некая «Августа Матвеевна» (или Тимофеевна, отчество считается вымышленным) под монашеским именем Досифея в течение 25 лет жила в московском Ивановском монастыре и умерла в 1810 году.
В то же время, по мнению многих историков, Елизавета Петровна не оставила после себя потомства, а предания о её детях от Разумовского или Шувалова не находят документального подтверждения.
Существует также версия, предложенная А. Васильчиковым, что предание о Таракановой произошло из-за созвучия с фамилией Дараган (Дарагонов). Алексей Разумовский воспитывал за границей (в Швейцарии) своих племянников Дараганов, Закревских и Стрешенного. Из-за искажения фамилии Дараган и появилась легенда о дочери Разумовского и Елизаветы Петровны — княжне Таракановой. «Мы узнаем из камер-фурьерского журнала, что в царствование Елизаветы фамилия Дараган была переделана в Дараганова. Этой фамилией, вероятно, обозначили всех племянников Разумовского, а немецкое произношение исказило русское произношение этого слова», — предполагает К. Валишевский.

## Публикации о деле княжны Таракановой
Начало публикациям достоверных сведений о княжне было положено в 1863 году, когда в Лейпциге вышла брошюра А. Голицына «О мнимой княжне Таракановой», где цитировались письма, написанные самозванкой во время пребывания в Риме, и приводился текст поддельного завещания Елизаветы Петровны.
В 1867 году В. Панин с разрешения, а вполне возможно, что и по прямому указанию императора Александра II, опубликовал в «Сборнике Русского исторического общества» сообщение о деле «княжны» с приложением подлинных документов (на языке оригинала, без перевода). В этом же году Панин издал свою работу на немецком языке, прибавив к ней новые документы. Работу Панина дополнил директор Государственного архива К. Злобин («Бумаги из дела о самозванке, известной под именем княжны Таракановой. Из Государственного архива»). В научный оборот Злобиным, в числе прочих, были введены: перевод на русский язык показаний арестованной (оригинал не сохранился); её письма к Голицыну и Екатерине II; донесения Голицына императрице; отчёт о смерти и погребении «княжны»; часть описи вещей, изъятых у неё.
В 1867 году увидела свет книга чиновника II Отделения Г. фон Бреверна «Предполагаемая дочь императрицы Елизаветы Петровны…» (нем. Die vorgebliche Tochter der K. Elizabeth…). По определению Лунинского — это «заурядная реляция, хорошо составленная, но сухо изложенная» и, скорее, не исторический труд, а «работа следователя».
В 1905 году С. Панчулидзев опубликовал обзор ранее обнародованных документов и доклад Д. Блудова Николаю I по результатам изучения секретных материалов «делопроизводства об известной самозванке».
Работы Панина и Блудова не могут считаться историческими исследованиями. Это публикации, призванные разъяснить официальную точку зрения на дело самозванки: отрицание родственной связи «княжны» с императорской семьёй и освещение действий Екатерины II, ставшей «строгим, но справедливым судьёй». Поэтому в них не были рассмотрены такие важные вопросы, как ранние годы жизни «княжны» и характер её отношений с деятелями Барской конфедерации.
Книга профессора Львовского университета Э. Лунинского «Княжна Тараканова» (1908) стала первой монографией о самозванке. В предисловии к ней автор, признававший, что не надеялся на то, что ему будет открыт доступ к документам по делу «княжны», выражал благодарность сотрудникам Государственного архива, оказавшим ему всестороннюю помощь. Лунинский в своей работе обильно цитировал и включил в её первое издание часть документов Тайной канцелярии в виде приложения. Как считал Лунинский, авантюра «княжны» не имела ничего общего с политической борьбой, и, если бы не стечение обстоятельств (восстание Пугачёва в России, дерзкое похищение лжецаревны), её бы вскоре забыли. Настоящий талант самозванки раскрылся в её знании людей и умении увлекать их за собой. Но за её выступлением не стояло никакой идеи, она «не выросла выше лжи и посредственности».
В своём библиографическом обзоре работ, посвящённых княжне Таракановой, историк В. Дьяков отмечает, что, как это ни парадоксально, но официальную версию о самозванке-авантюристке, не имевшей никакого отношения к императорской семье, известные «на сегодняшний день <…> источники подтверждают, а предположения о том, что придворные историографы скрывали или серьёзно фальсифицировали источники, в конечном итоге не подтверждаются». Дьяков также указывает, что вероятность появлений каких-либо сведений о ранних годах «княжны» мала, но вполне возможно установить, чем она занималась до своего появления в Париже, изучая находящиеся в РГАДА документы о деле и ознакомившись с западноевропейской прессой 1770—1771 годов.
В 2011 году в серии «Жизнь замечательных людей» вышла книга историка И. Курукина «Княжна Тараканова».

## В искусстве

### В кино, живописи и литературе
В 1868 году был опубликован очерк П. И. Мельникова (Андрея Печерского) «Княжна Тараканова и Принцесса Владимирская». Известный писатель начала XIX века Д. С. Дмитриев в своей книге «Авантюристка» увлекательно излагает свою версию полной приключений жизни княжны Таракановой. Предание о гибели Таракановой во время наводнения в Санкт-Петербурге в 1777 году послужило сюжетом для картины Константина Флавицкого (1864). Появление картины на выставке и реакция публики на неё побудили М. Лонгинова к публикации статьи «Заметка о княжне Таракановой (По поводу картины г. Флавицкого)», где он раскрыл истинные обстоятельства смерти самозванки, полученные им в беседе с Д. Н. Блудовым, изучавшим бумаги по её делу.
Последняя сцена фильма «Княжна Тараканова» (1910) в точности воспроизводила картину Флавицкого. Двадцатиминутный фильм был поставлен по драме И. Шпажинского «Самозванка (княжна Тараканова)», главную роль исполнила актриса В. Микулина.
Жизнь самозванки не раз становилась темой для романистов, в том числе для Г. П. Данилевского, написавшего в 1883 году роман «Княжна Тараканова». «Княжна» — действующее лицо в романах Петра Сухонина («Княжна Владимирская (Тараканова), или Зацепинские капиталы», 1883), Евгения Карновича «Самозванные дети», Ю. Крючкова («Кто вы, княжна Тараканова?», 2006), Ф. Гримберг («Золотая чара: Исторический роман о княжне Таракановой», 2007), М. Кравцовой «Досифея. Жизнь за императрицу». В рассказах «Её называли княжной Таракановой» (1980), «Эпизод об узнице Ивановского монастыря» (1984) свой взгляд на историю «княжны» изложила искусствовед Н. Молева. Так, Молева считает, что придворные историографы, создавая официальную версию дела, скрыли или фальсифицировали подлинные документы, по её словам, «…никаких следов фонда Таракановой выявить не удалось». С Молевой не согласны историки Дьяков и Курукин. Первый подчёркивает, что все бумаги, с которыми работал ещё Лунинский, до сих пор хранятся в архиве, а изучение их показывает, что наиболее важные тексты были опубликованы в своё время «без сколько-нибудь существенных искажений».
Княжне Таракановой посвящены несколько частей исторического романа «Екатерина Великая» П. Н. Краснова (1935) — русского военного деятеля, писателя, историка (Издательство Астель, 2004) из цикла «Романовы. Династия в романах».
Самозванка стала главной героиней романов Э. Радзинского «Княжна Тараканова», «Последняя из дома Романовых». Очерк о «княжне» вошёл в книгу искусствоведа И. Чижовой «Добродетель и порок».
Популярная пьеса «Царская охота» Леонида Зорина рассказывает историю похищения княжны Орловым. В киноэкранизации пьесы роль Таракановой исполнила Анна Самохина.
В очередной раз отражение истории княжны Таракановой нашло в снятом в 2019 году телевизионном сериале «Екатерина. Самозванцы». В сериале, на фоне других событий, рассказывается, как Алексей Орлов, посланный похитить и доставить в Россию самозванку, полюбил её, но, верный долгу, исполнил поручение. При этом «княжна», заключённая в Петропавловскую крепость, родила от Орлова ребёнка, после чего скончалась. Роль самозванки исполнила Ангелина Стречина.

### Спектакли
- В 2012 году на сцене Севастопольского академического русского драматического театре им. А. В. Луначарского режиссером Алексеем Демидовым по пьесе Л.Зорина был поставлен спектакль «Царская охота» http://www.lunacharskiy.com/performances/show/950

### Мюзиклы
- В финале мюзикла «Голубая камея» (музыка Кима Брейтбурга, либретто Карена Кавалеряна; премьера состоялась в декабре 2009 года в уфимском Русском академическом театре драмы) княжна Тараканова получает свободу и выходит замуж за Орлова[171].
- В 2012 году на сцене Московского театра оперетты поставлен мюзикл Ю. Кима и Р. Игнатьева «Граф Орлов», основанный на мифе о любви Алексея Орлова и Елизаветы Таракановой[172].